# Sybra sumbawana
Sybra sumbawana là một loài bọ cánh cứng trong họ Cerambycidae.